# Lista obiektów wyniesionych w kosmos (1970–1979)
Katalog obiektów wyniesionych w kosmos w latach 1970 do 1979. Katalog zawiera wszystkie obiekty które osiągnęły co najmniej pierwszą prędkość kosmiczną i weszły na orbitę okołoziemską. Lista może być niepełna.

## 1970
- 1970-001A - Kosmos 318 – 9 stycznia 1970
- 1970-002A - KH 8-25 - 14 stycznia 1970
- 1970-003A - INTELSAT 3 F-6 - 15 stycznia 1970

1970-003B - 1970-003B
- 1970-004A - Kosmos 319 - 15 stycznia 1970

1970-004B - 1970-004B
- 1970-005A - Kosmos 320 - 16 stycznia 1970
- 1970-006A - Kosmos 321 - 20 stycznia 1970
- 1970-007A - Kosmos 322 - 21 stycznia 1970
- 1970-008A - ITOS 1 - 23 stycznia 1970

1970-008B - OSCAR 5
- 1970-009A - SERT 2A – 4 lutego 1970
- 1970-010A - Kosmos 323 - 10 lutego 1970
- 1970-011A - Ohsumi - 11 lutego 1970
- 1970-012A - DMSP 5A/F1 - 11 lutego 1970

1970-012B - 1970-012B
- 1970-013A - Molniya 1-13 - 19 lutego 1970
- 1970-014A - Kosmos 324 - 27 lutego 1970
- 1970-015A - Kosmos 325 - 4 marca 1970
- 1970-016A - KH-4B 1109 - 4 marca 1970

1970-016B - KH-4B 1109 subsatelita
- 1970-017A - DIAL/WIKA -  10 marca 1970

1970-017B - DIAL/MIKA
- 1970-018A - Kosmos 326 - 13 marca 1970
- 1970-019A - Meteor 1 (70-019A) - 17 marca 1970
- 1970-020A - Kosmos 327 - 18 marca 1970
- 1970-021A - NATO 1 - 20 marca 1970
- 1970-022A - Kosmos 328 - 27 marca 1970
- 1970-023A - Kosmos 329 – 3 kwietnia 1970
- 1970-024A - Kosmos 330 - 7 kwietnia 1970
- 1970-025A - Nimbus 4 - 8 kwietnia 1970

1970-025B - TOPO 1
- 1970-026A - Kosmos 331 - 8 kwietnia 1970
- 1970-027A - Vela 6A - 8 kwietnia 1970

1970-027B - Vela 6B
- 1970-028A - Kosmos 332 - 11 kwietnia 1970
- 1970-029A - Apollo 13 Command and Service Module (CSM) - 11 kwietnia 1970

1970-029B - Apollo 13 S-IVB
1970-029C - Apollo 13 LM/ALSEP
- 1970-030A - Kosmos 333 - 15 kwietnia 1970
- 1970-031A - KH 8-26 - 15 kwietnia 1970
- 1970-032A - INTELSAT 3 F-7 - 23 kwietnia 1970
- 1970-033A - Kosmos 334 - 23 kwietnia 1970
- 1970-034A - China 1 (PRC 1) - 24 kwietnia 1970
- 1970-035A - Kosmos 335 - 24 kwietnia 1970
- 1970-036A - Kosmos 336 - 25 kwietnia 1970

1970-036B - Kosmos 337
1970-036C - Kosmos 338
1970-036D - Kosmos 339
1970-036E - Kosmos 340
1970-036F - Kosmos 341
1970-036G - Kosmos 342
1970-036H - Kosmos 343
- 1970-037A - Meteor 1 (70-037A) - 28 kwietnia 1970
- 1970-038A - Kosmos 344 – 12 maja 1970
- 1970-039A - Kosmos 345 - 20 maja 1970
- 1970-040A - KH-4B 1110 - 20 maja 1970

1970-040B - Doppler Beacon 2
- 1970-041A - Sojuz 9 – 1 czerwca 1970
- 1970-042A - Kosmos 346 - 10 czerwca 1970
- 1970-043A - Kosmos 347 - 12 czerwca 1970
- 1970-044A - Kosmos 348 - 13 czerwca 1970
- 1970-045A - Kosmos 349 - 17 czerwca 1970
- 1970-046A - Rhyolite 1 - 19 czerwca 1970
- 1970-047A - Meteor 1 (70-047A) - 23 czerwca 1970
- 1970-048A - KH 8-27 - 25 czerwca 1970
- 1970-049A - Molniya 1-14 - 26 czerwca 1970
- 1970-050A - Kosmos 350 - 26 czerwca 1970
- 1970-051A - Kosmos 351 - 27 czerwca 1970
- 1970-052A - Kosmos 352 - 7 lipca 1970
- 1970-053A - Kosmos 353 - 9 lipca 1970
- 1970-054A - KH-4B 1111 - 23 lipca 1970
- 1970-055A - INTELSAT 3 F-8 - 23 lipca 1970
- 1970-056A - Kosmos 354 - 28 lipca 1970
- 1970-057A - Intercosmos 3 - 7 sierpnia 1970
- 1970-058A - Kosmos 355 - 7 sierpnia 1970
- 1970-059A - Kosmos 356 - 10 sierpnia 1970
- 1970-060A - Wenera 7 - 17 sierpnia 1970
- 1970-061A - KH 8-28 - 18 sierpnia 1970
- 1970-062A - Skynet 1B - 19 sierpnia 1970
- 1970-063A - Kosmos 357 - 19 sierpnia 1970
- 1970-064A - Kosmos 358 - 20 sierpnia 1970
- 1970-065A - Kosmos 359 - 22 sierpnia 1970
- 1970-066A - Ferret 14 - 26 sierpnia 1970
- 1970-067A - Transit-O 19 - 27 sierpnia 1970
- 1970-068A - Kosmos 360 - 29 sierpnia 1970
- 1970-069A - Canyon 3 - 1 września 1970
- 1970-070A - DMSP 5A/F2 - 3 września 1970
- 1970-071A - Kosmos 361 - 8 września 1970
- 1970-072A - Łuna 16 - 12 września 1970
- 1970-073A - Kosmos 362 - 16 września 1970
- 1970-074A - Kosmos 363 - 17 września 1970
- 1970-075A - Kosmos 364 - 22 września 1970
- 1970-076A - Kosmos 365 - 25 września 1970
- 1970-077A - Molniya 1-15 - 29 września 1970
- 1970-078A - Kosmos 366 - 1 października 1970
- 1970-079A - Kosmos 367 - 3 października 1970
- 1970-080A - Kosmos 368 - 8 października 1970
- 1970-081A - Kosmos 369 - 8 października 1970
- 1970-082A - Kosmos 370 - 9 października 1970
- 1970-083A - Kosmos 371 - 12 października 1970
- 1970-084A - Intercosmos 4 - 14 października 1970
- 1970-085A - Meteor 1 (70-085A) - 15 października 1970
- 1970-086A - Kosmos 372 - 16 października 1970
- 1970-087A - Kosmos 373 - 20 października 1970
- 1970-088A - Zond 8 - 20 października 1970
- 1970-089A - Kosmos 374 - 23 października 1970
- 1970-090A - KH 8-29 - 23 października 1970
- 1970-091A - Kosmos 375 - 30 października 1970
- 1970-092A - Kosmos 376 - 30 października 1970
- 1970-093A - IMEWS 1 - 6 listopada 1970

1970-093B - 1970-093B
1970-093C - 1970-093C
- 1970-094A - OFO 1 - 9 listopada 1970

1970-094B - RM 1
- 1970-095A - Łuna 17 - 10 listopada 1970

1970-095D - Łunochod 1
- 1970-096A - Kosmos 377 - 11 listopada 1970
- 1970-097A - Kosmos 378 - 17 listopada 1970
- 1970-098A - KH-4B 1112 - 18 listopada 1970

1970-098B - KH-4B 1112 subsatelita
- 1970-099A - Kosmos 379 - 24 listopada 1970
- 1970-100A - Kosmos 380 - 24 listopada 1970
- 1970-101A - Molniya 1-16 - 27 listopada 1970
- 1970-102A - Kosmos 381 - 2 grudnia 1970
- 1970-103A - Kosmos 382 - 2 grudnia 1970
- 1970-104A - Kosmos 383 - 3 grudnia 1970
- 1970-105A - Kosmos 384 - 10 grudnia 1970
- 1970-106A - NOAA 1 - 11 grudnia 1970
- 1970-107A - Uhuru - 12 grudnia 1970
- 1970-108A - Kosmos 385 - 12 grudnia 1970
- 1970-109A - PEOLE 1 - 24 grudnia 1970
- 1970-110A - Kosmos 386 - 15 grudnia 1970
- 1970-111A - Kosmos 387 - 16 grudnia 1970
- 1970-112A - Kosmos 388 - 18 grudnia 1970
- 1970-113A - Kosmos 389 - 18 grudnia 1970
- 1970-114A - Molniya 1-17 - 25 grudnia 1970

## 1971
- 1971-001A - Kosmos 390 - 1971-01-12
- 1971-002A - Kosmos 391 - 1971-01-14
- 1971-003A - Meteor 1 (71-003A) - 1971-01-20
- 1971-004A - Kosmos 392 - 1971-01-21
- 1971-005A - KH 8-30 - 1971-01-25
- 1971-006A - INTELSAT 4 F-2 - 1971-01-26
- 1971-007A - Kosmos 393 - 1971-01-26
- 1971-008A - Apollo 14 Command and Service Module (CSM) - 1971-01-31

1971-008B - Apollo 14 S-IVB
1971-008C - Apollo 14 Lunar Module / ALSEP
- 1971-009A - NATO 2 - 1971-02-03
- 1971-010A - Kosmos 394 - 1971-02-09
- 1971-011A - Tansei 1 - 1971-02-16
- 1971-012A - DMSP 5A/F3 - 1971-02-17

1971-012C - Calsphere 3
1971-012D - Calsphere 4
1971-012E - Calsphere 5
- 1971-013A - Kosmos 395 - 1971-02-18
- 1971-014A - Kosmos 396 - 1971-02-18
- 1971-015A - Kosmos 397 - 1971-02-25
- 1971-016A - Kosmos 398 - 1971-02-26
- 1971-017A - Kosmos 399 - 1971-03-03
- 1971-018A - Shijian 1 - 1971-03-03
- 1971-019A - IMP-I - 1971-03-13
- 1971-020A - Kosmos 400 - 1971-03-19
- 1971-021A - Jumpseat 1 - 1971-03-21
- 1971-022A - KH-4B 1114 - 1971-03-24
- 1971-023A - Kosmos 401 - 1971-03-27
- 1971-024A - ISIS 2 - 1971-04-01
- 1971-025A - Kosmos 402 - 1971-04-01
- 1971-026A - Kosmos 403 - 1971-04-02
- 1971-027A - Kosmos 404 - 1971-04-04
- 1971-028A - Kosmos 405 - 1971-04-07
- 1971-029A - Kosmos 406 - 1971-04-14
- 1971-030A - Tournesol - 1971-04-15
- 1971-031A - Meteor 1 (71-031A) - 1971-04-17
- 1971-032A - Salut 1 - 1971-04-19
- 1971-033A - KH 8-31 - 1971-04-22
- 1971-034A - Sojuz 10 - 1971-04-23
- 1971-035A - Kosmos 407 - 1971-04-23
- 1971-036A - San Marco 3 - 1971-04-24
- 1971-037A - Kosmos 408 - 1971-04-24
- 1971-038A - Kosmos 409 - 1971-04-28
- 1971-039A - IMEWS 2 - 1971-05-05

1971-039B - 1971-039B
- 1971-040A - Kosmos 410 - 1971-05-06
- 1971-041A - Kosmos 411 - 1971-05-07

1971-041B - Kosmos 412
1971-041C - Kosmos 413
1971-041D - Kosmos 414
1971-041E - Kosmos 415
1971-041F - Kosmos 416
1971-041G - Kosmos 417
1971-041H - Kosmos 418
- 1971-042A - Kosmos 419 - 1971-05-10
- 1971-043A - Kosmos 420 - 1971-05-18
- 1971-044A - Kosmos 421 - 1971-05-19
- 1971-045A - Mars 2 - 1971-05-19 
  - 1971-045D - lądownik Marsa 2
- 1971-046A - Kosmos 422 - 1971-05-22
- 1971-047A - Kosmos 423 - 1971-05-27
- 1971-048A - Kosmos 424 - 1971-05-28
- 1971-049A - Mars 3 - 1971-05-28

1971-049F - lądownik Marsa 3
- 1971-050A - Kosmos 425 - 1971-05-29
- 1971-051A - Mariner 9 - 1971-05-30
- 1971-052A - Kosmos 426 - 1971-06-04
- 1971-053A - Sojuz 11 - 1971-06-06
- 1971-054A - 1971-054A - 1971-06-08
- 1971-055A - Kosmos 427 - 1971-06-11
- 1971-056A - KH 9-01 - 1971-06-15
- 1971-057A - Kosmos 428 - 1971-06-24
- 1971-058A - SOLRAD 10 - 1971-07-08
- 1971-059A - Meteor 1 (71-059A) - 1971-07-16
- 1971-060A - 1971-060A - 1971-07-16
- 1971-061A - Kosmos 429 - 1971-07-20
- 1971-062A - Kosmos 430 - 1971-07-23
- 1971-063A - Apollo 15 Command and Service Module (CSM) - 1971-07-26

1971-063B - Apollo 15 SIVB
1971-063C - Apollo 15 Lunar Module / ALSEP
1971-063D - Apollo 15 subsatelita
- 1971-064A - Molniya 1-18 - 1971-07-28
- 1971-065A - Kosmos 431 - 1971-07-30
- 1971-066A - Kosmos 432 - 1971-08-05
- 1971-067A - OV1-20 - 1971-08-07

1971-067B - OV1-21
1971-067C - Cannon Ball 2
1971-067D - Musket Ball
1971-067E - Rigid Sphere 2
1971-067F - Mylar Balloon
1971-067G - Grid Sphere 2
1971-067H - Grid Sphere 1
1971-067P - Rigid Sphere 1
- 1971-068A - Kosmos 433 - 1971-08-09
- 1971-069A - Kosmos 434 - 1971-08-12
- 1971-070A - KH 8-32 - 1971-08-12
- 1971-071A - EOLE 1 - 1971-08-16
- 1971-073A - Łuna 18 - 1971-09-02
- 1971-072A - Kosmos 435 - 1971-08-27
- 1971-074A - Kosmos 436 - 1971-09-07
- 1971-075A - Kosmos 437 - 1971-09-10
- 1971-076A - KH-4B 1115 - 1971-09-10

1971-076B - 1971-076B
- 1971-077A - Kosmos 438 - 1971-09-14
- 1971-078A - Kosmos 439 - 1971-09-21
- 1971-079A - Kosmos 440 - 1971-09-24
- 1971-080A - Shinsei - 1971-09-28
- 1971-081A - Kosmos 441 - 1971-09-28
- 1971-082A - Łuna 19 - 1971-09-28
- 1971-083A - OSO 7 - 1971-09-29
- 1971-083B - TETR 4
- 1971-084A - Kosmos 442 - 1971-09-29
- 1971-085A - Kosmos 443 - 1971-10-07
- 1971-086A - Kosmos 444 0 1971-10-13
- 1971-086B - Kosmos 445
- 1971-086C - Kosmos 446
- 1971-086D - Kosmos 447
- 1971-086E - Kosmos 448
- 1971-086F - Kosmos 449
- 1971-086G - Kosmos 450
- 1971-086H - Kosmos 451
- 1971-087A - DMSP 5B/F1 - 1971-10-14
- 1971-088A - Kosmos 452 - 1971-10-14
- 1971-089A - S71-2 - 1971-10-17
- 1971-090A - Kosmos 453 - 1971-10-19
- 1971-092A - KH 8-33 - 1971-10-23
- 1971-093A - Prospero 1 - 1971-10-28
- 1971-094A - Kosmos 454 - 1971-11-02
- 1971-095A - DSCS II-01 - 1971-11-03

1971-095B - DSCS II-02
- 1971-096A - S-Cubed A - 1971-11-15
- 1971-097A - Kosmos 455 - 1971-11-17
- 1971-098A - Kosmos 456 - 1971-11-19
- 1971-099A - Kosmos 457 - 1971-11-20
- 1971-100A - Molniya 2-1 - 1971-11-24
- 1971-101A - Kosmos 458 - 1971-11-29
- 1971-102A - Kosmos 459 - 1971-11-29
- 1971-103A - Kosmos 460 - 1971-11-30
- 1971-104A - Intercosmos 5 - 1971-12-02
- 1971-105A - Kosmos 461 - 1971-12-02
- 1971-106A - Kosmos 462 - 1971-12-03
- 1971-107A - Kosmos 463 - 1971-12-06
- 1971-108A - Kosmos 464 - 1971-12-10
- 1971-109A - Ariel 4 - 1971-12-11
- 1971-110A - 1971-110A - 1971-12-14
- 1971-111A - Kosmos 465 - 1971-12-15
- 1971-112A - Kosmos 466 - 1971-12-16
- 1971-113A - Kosmos 467 - 1971-12-17
- 1971-114A - Kosmos 468 - 1971-12-17
- 1971-115A - Molniya 1-19 - 1971-12-19
- 1971-116A - INTELSAT 4 F-3 - 1971-12-20
- 1971-117A - Kosmos 469 - 1971-12-25
- 1971-118A - Kosmos 470 - 1971-12-27
- 1971-119A - Aureol 1 - 1971-12-27
- 1971-120A - Meteor 10 - 1971-12-29

## 1972
- 1972-001A - Kosmos 471 - 1972-01-12 1972-01-25 S. geofizyczny
- 1972-002A - 1972-01-20 - 1972-02-29 S. wojskowy USA

1972-002B - ?                         S. wojskowy USA
- 1972-003A - INTELSAT IV F-4 - 1972-01-23 S. telekomunikacyjny
- 1972-004A - Kosmos 472 - 1972-01-25 S. geofizyczny
- 1972-005A - HEOS A2 - 1972-01-31 S. geofizyczny
- 1972-006A - Kosmos 473 -  1972-02-03  1972-02-15
- 1972-007A/F - Łuna 20 - 1972-02-14 Lądowanie na Księżycu i powrót na Ziemię 1972-02-25
- 1972-008A - Kosmos 474 - 1972-02-16 -1972-02-29 S. geofizyczny
- 1972-009A - Kosmos 475 -  1972-02-25 S. geofizyczny
- 1972-010A - 1972-03-01 S. wojskowy USA
- 1972-011A - Kosmos 476 - 1972-03-01
- 1972-012A - Pionier 10 - 1972-03-03 Sonda Jowisza
- 1972-013A - Kosmos 477 - 1972-03-04 S. geofizyczny
- 1972-014A - TD-1A - 1972-03-12 - badawczy, zachodnioeuropejski ESRO, USA
- 1972-015A - Kosmos 478 - 1972-03-15 - 1972-03-28
- 1972-016A - 1972-03-17 S. wojskowy USA
- 1972-017A - Kosmos 479 - 1972-03-22 S. geofizyczny
- 1972-018A - 1972-03-24 - S. wojskowy USA
- 1972-019A - Kosmos 480 - 1972-03-25 S. geofizyczny
- 1972-020A - Kosmos 481 - 1972-03-25 S. geofizyczny
- 1972-021A - Wenera 8 - 1972-03-27 Sonda Wenus, łagodne lądowanie na Wenus - 1972-07-25
- 1972-022A - Meteor 11 - 1972-03-30 S. meteorologiczny
- 1972-023A - Kosmos 482 - 1972-03-31 S. geofizyczny
- 1972-024A - Kosmos 483 - 1972-04-03 S. geofizyczny 1972-04-15
- 1972-025A - Mołnia 1-20 - 1972-04-04 S. telekomunikacyjny

1972-025B - SRET 1 S. geofizyczny Francja
- 1972-026A - Kosmos 484 - 1972-04-06 S. geofizyczny 1972-04-18
- 1972-027A - Interkosmos 6 - 1972-04-07 badawczy krajów socjalistycznych w programie Interkosmos
- 1972-028A - Kosmos 485 - 1972-04-11 S. geofizyczny
- 1972-029A - Prognoz 1 - 1972-04-14 S. geofizyczny
- 1972-030A - Kosmos 486 - 1972-04-14 S. geofizyczny
- 1972-031A - Apollo 16 - 1972-04-16 Lot na Księżyc i powrót na Ziemię - 1972-04-27(J. Young, T. Mattingly, Ch. Duke)
- 1972-032A - 1972-04-19 S. wojskowy USA - 1972-05-12
- 1972-033A - Kosmos 487 - 1972-04-21 S. geofizyczny
- 1972-034A - Kosmos 488 - 1972-05-05 S. geofizyczny - 1972-05-18
- 1972-035A - Kosmos 489 - 1972-05-05 S. geofizyczny
- 1972-036A - Kosmos 490 - 1972-05-17 S. geofizyczny - 1972-05-29
- 1972-037A - Mołnia 2-2 - 1972-05-19 S. telekomunikacyjny
- 1972-038A - Kosmos 491 - 1972-05-25 S. geofizyczny - 1972-06-08
- 1972-039A - ? 1972-05-25 S. wojskowy USA - 1972-06-04
- 1972-040A - Kosmos 492 - 1972-06-09 S. geofizyczny - 1972-06-22
- 1972-041A - INTELSAT IV F-5 - 1972-06-13 S. telekomunikacyjny Intelsat
- 1972-042A - Kosmos 493 - 1972-06-21 S. geofizyczny - 1972-07-03
- 1972-043A - Kosmos 494 - 1972-06-23 S. geofizyczny
- 1972-044A - Kosmos 495 - 1972-06-23 S. geofizyczny - 1972-07-05
- 1972-045A - Kosmos 496 - 1972-06-26 S. geofizyczny
- 1972-046A - Prognoz 2 - 1972-06-29 S. geofizyczny
- 1972-047A - Interkosmos 7 - 1972-06-30 S. geofizyczny
- 1972-048A - Kosmos 497 - 1972-06-30 S. geofizyczny
- 1972-049A - Meteor 12 - 1972-06-30 S. meteorologiczny
- 1972-050A - Kosmos 498 - 1972-07-05 S. geofizyczny
- 1972-051A - Kosmos 499 - 1972-07-06 S. geofizyczny
- 1972-052A - ? 1972-07-07 S. wojskowy USA 1972-09-13

1972-052C - ? S. wojskowy USA
- 1972-053A - Kosmos 500 - 1972-0710 S. geofizyczny
- 1972-054A - Kosmos 501 - 1972-07-12 S. geofizyczny
- 1972-055A - Kosmos 502 - 1972-07-13 S. geofizyczny
- 1972-056A - Kosmos 503 - 1972-07-19 S .geofizyczny
- 1972-057A-H - Kosmos 504-511 1972-07-20 S. geofizyczne
- 1972- 058A - ERTS 1 - 1972-0723 S. badawczy
- 1972-059A - Kosmos 512 - 1972-07-28 S. geofizyczny
- 1972-060A - Kosmos 513 - 1972-08-02 S. geofizyczny
- 1972-061A - Explorer 46 (MTS) - 1972-08-13 S. geofizyczny - do badań meteoroidów
- 1972-062A - Kosmos 514 - 1972-0816 S. geofizyczny
- 1972-063A - Kosmos 515 - 1972-08-18 S. geofizyczny
- 1972-064A - Denpa (REXS) - 1972-08-19 S. geofizyczny - do badań jonosfery, Japonia
- 1972-065A - OAO-3 (Copernicus) - 1972-08-21 S. badawczy - satelitarne obserwatorium astronomiczne
- 1972-066A - Kosmos 516 - 1972-08-21 S. geofizyczny
- 1972-067A - Kosmos 517 - 1972-08-30 S. geofizyczny
- 1972-068A - ?   1972-09-01 - S. wojskowy 1971-09-30
- 1972-069A - TRIAD OI-IX - 1972-09-02 S. nawigacyjny USA
- 1972-070A - Kosmos 518 - 1972-09-15 S. geofizyczny
- 1972-071A - Kosmos 519 - 1972-09-16 S. geofizyczny
- 1972-072A - Kosmos 520 - 1972-09-19 S. geofizyczny
- 1972-073A - Explorer 47 (IMP 7) -1972-09-23 S. badawczy - do badań magnetosfery Ziemi i jej otoczenia
- 1972-074A - Kosmos 521 - 1972-09-29 S. geofizyczny
- 1972-075A - Mołnia 2-3 - 1972-09-30 S. telekomunikacyjny
- 1972-076A - Radcat -  1972-10-02 - S. wojskowy USA

1972-076B - Radsat - S. wojskowy USA
- 1972-077A - Kosmos 522 - 1972-10-04 S. geofizyczny
- 1972-078A - Kosmos 523 - 1972-10-05 S. geofizyczny
- 1972-079A - ? 1972-10-10 S. wojskowy USA - 1973-01-08
- 1972-080A - Kosmos 524 - 1972-1011 S. geofizyczny
- 1972-081A - Mołnia 1-21 - 1972-10-14 S. telekomunikacyjny
- 1972-082A - NOAA 2 - 1972-10-15 - S. meteorologiczny

1972-082B - Oscar 6 - S. łącznościowy, amatorów-krótkofalowców
- 1972-083A - Kosmos 525 - 1972-10-18 S. geofizyczny
- 1972-084A - Kosmos 526 - 1972-10-25 S. geofizyczny
- 1972-085A - Meteor 13 - 1972-10-27 S. meteorologiczny
- 1972-086A - Kosmos 527 - 1971-10-31 S. geofizyczny
- 1972-087A-H - Kosmos 528-535 - 1972-11-01 S. geofizyczne
- 1972-088A - Kosmos 536 - 1972-11-03 S. geofizyczne
- 1972-089A - ? 1972-11-09 S. wojskowy USA
- 1972-090A - Anik A1 (Telesat 1) - 1972-11-10 S. telekomunikacyjny
- 1972-091A - Explorer 48 (SAS-B) - 1972-11-15 S. badawczy
- 1972-092A - ESRO 4 - 1972-11-22 - S. geofizyczny ESRO, USA
- 1972-093A - Kosmos 537 - 1972-11-25 S. geofizyczny
- 1972-094A - Interkosmos 8 -1972-11-30 S. geofizyczny
- 1972-095A - Mołnia 1-22 - 1972-12-02 S. telekomunikacyjny
- 1972-096A - Apollo 17 - 1972-12-07 Lot na Księżyc i powrót na Ziemię 1972-12-19 (E. Cernan, H. Schmitt, R. Evans)
- 1972-097A - Nimbus 5 - 1972-12-11 S. meteorologiczny
- 1972-098A - Monia 2-4 - 1972-12-12 S. telekomunikacyjny
- 1972-099A - Kosmos 538 - 1972-12-14 S. geofizyczny
- 1972-100A - AEROS-A - 1972-12-16 S. geofizyczny NRF, USA
- 1972-101A - ? 1972-12-21 S. wojskowy USA 1972-01
- 1972-102A - Kosmos 539 - 1972-12-21 - S. geofizyczny
- 1972-103A - ? 1972-12-21 S. wojskowy USA
- 1972-104A - Kosmos 540 - 1972-12-26 S. geofizyczny
- 1972-105A - Kosmos 541 - 1972-12-27 S. geofizyczny
- 1972-106A - Kosmos 542 - 1972-12-28 . geofizyczny

## 1973
- 1973-001A - Łuna 21 - 1973-01-08

1973-001D - Łunochod 2
- 1973-002A - Kosmos 543 - 1973-01-11
- 1973-003A - Kosmos 544 - 1973-01-20
- 1973-004A - Kosmos 545 - 1973-01-24
- 1973-005A - Kosmos 546 - 1973-01-26
- 1973-006A - Kosmos 547 - 1973-02-01
- 1973-007A - Mołnia 1 Y (27) - 1973-02-03 s. łącznościowy
- 1973-008A - Kosmos 548 - 1973-02-08
- 1973-009A - Prognoz 3 - 1973-02-15 s. do badań aktywności Słońca
- 1973-010A - Kosmos 549 - 1973-02-28
- 1973-011A - Kosmos 550 - 1973-03-01
- 1973-012A - Kosmos 551 - 1973-03-06
- 1973-013A - BMEWS 6 - 1973-03-06 s. wojskowy, USA
- 1973-014A - ? - 1973-03-09 s. wojskowy, USA
- 1973-015A - Meteor 14 - 1973-03-20 s. meteorologiczny
- 1973-016A - Kosmos 552 - 1973-03-22
- 1973-017A - Salut 2 - 1973-04-03
- 1973-018A - Mołnia 2E (28) - 1973-04-05 s. łącznościowy
- 1973-019A - Pioneer 11 - 1973-04-06
- 1973-020A - Kosmos 553 - 1973-04-12
- 1973-021A - Kosmos 554 - 1973-04-021A
- 1973-022A - Interkosmos 9 (Kopernik 500) - 1973-04-19 s. badawczy, krajów socjalistycznych, z polskim spektrometrem radiowym do badania Słońca
- 1973-023A - Anik 2 (Telesat 2) - 1973-04-21 s. łącznościowy, kanadyjski
- 1973-024A - Kosmos 555 - 1973-04-25
- 1973-025A - Kosmos 556 - 1973-05-05
- 1973-026A - Kosmos 557 - 1973-05-11
- 1973-027A - Skylab 1 - 1973-05-14
- 1973-028A - ? - 1973-05-16 s. wojskowy, USA
- 1973-029A - Kosmos 558 - 1973-05-17
- 1973-030A - Kosmos 559 - 1973-05-18
- 1973-031A - Kosmos 560 - 1973-05-23
- 1973-032A - Skylab 2 SL-2 - 1973-05-25
- 1973-033A - Kosmos 561 - 1973-05-25
- 1973-034A - Meteor 15 - 1973-05-29 s. meteorologiczny
- 1973-035A - Kosmos 562 - 1973-06-05
- 1973-036A - Kosmos 653 - 1973-06-06
- 1973-037A/H - Kosmos 564/571 - 1973- 1973-06-08
- 1973-038A - Kosmos 572 - 1973-06-10
- 1973-039A - Explorer 49 (Radio Astronomy Explorer 2) - 1973-06-10 s.s. Księżyca
- 1973-040A - IMEWS-4 - 1973-06-12 s. wojskowy, USA
- 1973-041A - Kosmos 573 - 1973-06-15
- 1973-042A - Kosmos 574 - 1973-06-20
- 1973-043A - Kosmos 575 - 1973-06-21
- 1973-044A - Kosmos 576 - 1973-06-27
- 1973-045A - Mołnia 2F (29) - 1973-07-11 łącznościowy
- 1973-046A - ? - 1973-07-13 s. wojskowy, USA
- 1973-047A - Mars 4 - 1973-07-21
- 1973-048A - Kosmos 577 -1973-07-25
- 1973-049A - Mars 5 - 1973-0725
- 1973-050A - Skylab 3 SL-3 - 1973-07-28
- 1973-051A - Kosmos 578 - 1973-08-01
- 1973-052A - Mars 6 - 1973-08-05 - Próbnik Marsa - lądowanie na Marsie - 1974-03-12
- 1973-053A - Mars 7 - 1973-08-09 - Próbnik Marsa, przelot w odległości 1300 km
- 1973-054A - ? 1973-08-17 S. wojskowy USA
- 1973-055A - Kosmos579 - 1973-08-21
- 1973-056A - ? 1973-08-21 S. wojskowy USA
- 1973-057A - Kosmos 580 - 1973-08-22
- 1973-058A - Intelsat 4E - 1973-08-23 - S. łącznościowy
- 1973-059A - Kosmos 581 - 1973-08-24
- 1973-060A - Kosmos 582 - 1973-08-28
- 1973-061A - Mołnia 1Ż (30) - 1973-08-30 S. łącznościowy
- 1973-062A - Kosmos 583 - 1973-08-30
- 1973-063A - Kosmos 584 - 1973-09-06
- 1973-064A - Kosmos 585 - 1973-09-08
- 1973-065A - Kosmos 586 - 1973-09-14
- 1973-066A - Kosmos 587 - 1973-09-21
- 1973-067A - Sojuz 12 - 1973-09-27 (W. Łazariew, O.Makarow) - powrót 1973-09-29
- 1973-068A - ? 1973-09-27 S. wojskowy USA
- 1973-069A/H - Kosmos 588/595 - 1973-10-02
- 1973-070A - Kosmos 596 - 1973-10-03
- 1973-071A - Kosmos 597 - 1973-10-06
- 1973-072A - Kosmos 598 - 1973-10-10
- 1973-073A - Kosmos 599 - 1973-10-15
- 1973-074A - Kosmos 600 - 1973-10-16
- 1973-075A - Kosmos 601 - 1973-10-16
- 1973-076A - Mołnia 2G (31) - 1973-10-19 S. łącznościowy
- 1973-077A - Kosmos 602 - 1973-10-20
- 1973-078A - Explorer 50 - 1973-10-26 S. badawczy
- 1973-079A - Kosmos 603 - 1973-10-27
- 1973-080A - Kosmos 604 - 1973-10-29
- 1973-081A - NNS-20 - 1973-10-30 s. wojskowy, nawigacyjny, USA
- 1973-082A - Interkosmos 10 - 1973-10-30
- 1973-083A - Bion 1 (Kosmos 605) - 1973-10-31
- 1973-084A - Kosmos 606 - 1973-11-02
- 1973-085A - Mariner 10 - 1973-11-03
- 1973-086A - NOAA 3 - 1973-11-06 s. meteorologiczny, USA
- 1973-087A - Kosmos 607 - 1973-11-10
- 1973-088A - ? - 1973-11-10

1973-088B - ?
- 1973-089A - Mołnia 1AA (32) -1973-11-14 s.łącznościowy
- 1973-090A - Skylab 4, SL-4  - 1973-11-16
- 1973-091A - Kosmos 608 - 1973-11-20
- 1973-092A - Kosmos 609 - 1973-11-21
- 1973-093A - Kosmos 610 - 1973-11-27
- 1973-094A - Kosmos 611 - 1973-11-28
- 1971-095A - Kosmos 612 - 1973-11-28
- 1973-096A - Kosmos 613 - 1973-11-30
- 1973-097A - Mołnia 1AB - 1973-11-30
- 1973-098A - Kosmos 614 - 1973-12-04
- 1973-099A - Kosmos 615 - 1973-12-13
- 1973-100A - DSCS 3 - 1973-12-14 s. łącznościowy, wojskowy, USA

1973-100B - DSCS 4 s. łącznościowy, wojskowy, USA
- 1973-101A - Explorer 51 - 1973-12-16 s. do`atmosfery, USA
- 1973-102A - Kosmos 616 - 1973-12-17
- 1973-103A - Sojuz 13 - 1973-12-18
- 1973-104A/H - Kosmos 617/624 - 1973-12-19
- 1973-105A - Kosmos 625 - 1973-12-21
- 1973-106A - Mołnia 2H (34) - 1973-12-25 s. łącznościowy
- 1973-107A - Oréol 2 - 1973-12-26 s. badawczy francuski-wysłany z ZSRR
- 1973-108A - Kosmos 626 - 1973-12-27
- 1973-109A - Kosmos 627 - 1973-12-29

## 1974
- 1974-001A - Kosmos 628 - 1974-01-17
- 1974-002A - Skynet 2A - 1974-01-19 S. wojskowy, łącznościowy NATO
- 1974-003A - Kosmos 629 - 1974-01-24
- 1974-004A - Kosmos 630 - 1974-01-30
- 1974-005A - Kosmos 631 - 1974-02-06
- 1974-006A - Kosmos 632 - 1974-02-12
- 1974-007A - ? 1974-02-13 S. wojskowy USA
- 1974-008A - Tansei 2 - 1974-02-16
- 1974-009A - San Marco 4 - 1974-02-18 S. aerodynamiczny, włoski
- 1974-010A - Kosmos 633 - 1974-02-27
- 1974-011A - Meteor 16 - 1974-03-05 S. meteorologiczny
- 1974-012A - Kosmos 634 - 1974-03-05
- 1974-013A - Miranda= X-4 - 1974-03-09 S. techniczny, brytyjski
- 1974-014A - Kosmos 635 - 1974-03-14
- 1974-015A - ? 1974-03-16 S. wojskowy USA
- 1974-016A - Kosmos 636 - 1974-03-20
- 1974-017A - Kosmos 637 - 1974-03-26 Pierwszy S. geostacjonarny, radziecki
- 1974-018A - Kosmos 638 - 1974-04-03
- 1974-019A - Kosmos 639 - 1974-04-04
- 1974-020A - ? - 1974-04-10 s. wojskowy, USA

1974-020B - ? s. wojskowy
1974-020C - ? s. wojskowy
- 1974-021A - Kosmos 640 - 1974-04-11
- 1974-022A - Westar-1 - 1974-04-13 s. łącznościowy, USA  do łączności wewnątrzkrajowej
- 1974-023A - Mołnia 1 AC (35) - 1974-04-20 s.łącznościowy
- 1974-024A/H - Kosmos 641/648 - 1974-04-23
- 1974-025A - Meteor 17 - 1974-04-24 s. meteorologiczny
- 1974-026A - Mołnia 2J (36) - 1974-04-26 s. łącznościowy
- 1974-027A - Kosmos 649 - 1974-04-29
- 1974-028A - Kosmos 650 - 1974-04-29
- 1974-029A - Kosmos 651 - 1974-05-15
- 1974-030A - Kosmos 652 - 1974-05-15
- 1974-031A - Kosmos 653 - 1974-05-15
- 1974-032A - Kosmos 654 - 1974-05-17
- 1974-033A - SMS 1 - 1974-05-17 s. meteorologiczny geostacjonarny, USA
- 1974-034A - Interkosmos 11 - 1974-05-17 badawczy krajów socjalistycznych
- 1974-035A - Kosmos 655 - 1974-05-21
- 1974-036A - Kosmos 656 - 1974-05-27
- 1974-037A - Łuna 22 - 1974-05-29

1974-037C -
- 1974-038A - Kosmos 657 - 1974-05-30
- 1974-039A - ATS-6 - 1974-05-30 s. doświadczalny, łącznościowy amerykański do łączności wewnątrzkrajowej i celów oświatowych
- 1974-040A - Explorer 52 (Hawkeye) - 1974-06-03 s. badawczy, USA
- 1974-041A - Kosmos 658 - 1974-06-06
- 1974-042A - ? - 1974-06-06 s. wojskowy
- 1974-043A - Kosmos 659 - 1974-06-13
- 1974-044A - Kosmos 660 - 1974-06-18
- 1974-045A - Kosmos 661 - 1974-06-21
- 1974-046A - Salut 3 - 1974-06-24
- 1974-047A - Kosmos 662 - 1974-06-26
- 1974-048A - Kosmos 663 - 1974-06-27
- 1974-049A - Kosmos 664 - 1974-06-29
- 1974-050A - Kosmos 665 - 1974-06-29
- 1974-051A - Sojuz 14 - 1974-07-03
- 1974-052A - Meteor 18 - 1974-07-09
- 1974-053A - Kosmos 666 - 1974-07-12
- 1974-054A - NTS 1 (Timation III A) - 1974-07-14 s. nawigacyjny, USA
- 1974-055A - AEROS-B - 1974-07-16 s. badawczy RFN
- 1974-056A - Mołnia 2K (37) - 1974-07-23
- 1974-057A - Kosmos 667 - 1974-07-25
- 1974-058A - Kosmos 668 - 1974-07-25
- 1974-059A - Kosmos 669 - 1974-07-26
- 1974-060A - Mołnia 1S (38) -1974-07-29 d. łącznościowy,geostacjonarny
- 1974-061A - Kosmos 670 - 1974-08-06
- 1974-062A - Kosmos 671 - 1974-08-07
- 1974-063A - ? - 1974-08-09 s. wojskowy, USA
- 1974-064A - Kosmos 672 - 1974-08-12
- 1974-065A - ? - -1974-08-14 s. wojskowy, USA
- 1974-066A - Kosmos 673 - 1974-08-16
- 1974-067A - Sojuz 15 - 1974-08-26
- 1974-068A - Kosmos 674 - 1974-08-29
- 1974-069A - Kosmos 675 - 1974-08-29
- 1974-070A - ANS - 1974-08-30
- 1974-071A - Kosmos 676 - 1974-09-11
- 1974-072A/H - Kosmos 677/684 - 1974-09-19
- 1974-073A - Kosmos 685 - 1974-09-20
- 1974-074A - Kosmos 686 - 1974-09-26
- 1974-075A - Westar-2 - 1974-10-10 s. łącznościowy, USA
- 1974-076A - Kosmos 687 - 1974-10-11
- 1974-077A - Ariel Uk 5 - 1974-10-15 s. badawczy, brytyjski
- 1974-078A - Kosmos 688 - 1974-10-18
- 1974-079A - Kosmos 689 - 1974-10-18
- 1974-080A - Kosmos 690 - 1974-10-22 s. badawczy, biologiczny (ze zwierzętami)
- 1974-081A - Mołnia 1AD - 1974-10-25 meteorologiczny
- 1974-082A - Kosmos 691 - 1974-10-25
- 1974-083A - Meteor 19 - 1974-10-28 s. meteorologiczny
- 1974-084A - Łuna 23 - 1974-10-28
- 1974-085A - Big Bird - 1974-10-29 s. wojskowy, USA

1974-085B - ? s. wojskowy
1974-085C - ? s. wojskowy
- 1974-086A - Interkosmos 12 - 1974-10-31 s. badawczy krajów socjalistycznych
- 1974-087A - Kosmos 692 - 1974-11-01
- 1974-088A - Kosmos 693 - 1974-11-04
- 1974-089A - NOAA 4 - 1974-11-15 S. meteorologiczny USA

1974-089B - Oscar 7 - S. radioamatorski: Australia, Kanada, RFN, USA
1974-089C - Intasat 1 S. 1. hiszpański, badawczy
- 1974-090A - Kosmos 694 - 1974-11-16
- 1974-091A - Kosmos 695 - 1974-11-20
- 1974-092A - Mołnia 3A (40) - 1974-11-21 S. łącznościowy
- 1974-093A - Intelsat 4F (F-8) - 1974-11-21 S. łącznościowy USA
- 1974-094A - Skynet 2B - 1974-11-23 S. wojskowy łącznościowy brytyjski
- 1974-095A - Kosmos 696 - 1974-11-27
- 1974-096A - Sojuz 16 - 1974-12-02 załoga: Anatolij Filipczenko, Nikołaj Rukawisznikow, powrót 1974-12-08
- 1974-097A - Helios 1 - 1974-12-10 Próbnik międzyplanetarny RFN
- 1974-098A - Kosmos 697 - 1974-12-13
- 1974-099A - Meteor 20 - 1974-12-17 S. meteorologiczny
- 1974-100A - Kosmos 698 - 1974-12-18
- 1974-101A - Symphonie 1 - 1974-12-19 S. łącznościowy francusko-niemiecki (RFN)
- 1974-102A - Mołnia 2L (41) - 1974-12-21 S. łącznościowy
- 1974-103A - Kosmos 699 - 1974-12-24
- 1974-104A - Salut 4 - 1974-12-26 Stacja kosmiczna, radziecka
- 1974-105A - Kosmos 700 -1974-12-26
- 1974-106A - Kosmos 701 1974-12-27

## 1975
- 1975-001A - Sojuz 17 - 1975-01-11 - załoga: Aleksiej Gubariew, Gieorgij Grieczko, połączenie z Salutem 4
- 1975-002A - Kosmos 702 - 1975-01-17
- 1975-003A - Kosmos 703 - 1975-01-21
- 1975-004A - Lansat 2 (ERTS 2) - 1975-01-22 S. zasobów
- 1975-005A - Kosmos 704 - 1975-01-23
- 1975-006A - Kosmos 705 - 1975-01-28
- 1875-007A - Kosmos 706 - 1975-01-30
- 1975-008A - Kosmos 707 - 1975-02-05
- 1975-009A - Mołnia 2M (42) - 1975-02-06 S. łącznościowy
- 1975-010A - Starlette - 1975-02-06 S. geodezyjny, francuski
- 1975-011A - SMS 2 - 1975-02-06 - S. meteorologiczny
- 1975-012A - Kosmos 708 - 1975-02-12
- 1975-013A - Kosmos 709 - 1975-02-12
- 1975-014A 0 SRATS - 1975-02-24 S. badawczy, japoński
- 1975-015A - Kosmos 710 - 1975-02-26
- 1975-016A/H - Kosmos 711/718 - 1975-02-28
- 1975-017A - SDS 1 - 1975-03-10 S. wojskowy USA
- 1975-018A - Kosmos 719 -1975-03-12
- 1975-019A - Kosmos 720 - 1975-03-21
- 1975-020A - Kosmos 721 - 1975-03-26
- 1975-021A - Kosmos 722 - 1975-03-27
- 1975-022A - Interkosmos 13 - 1975-03-27 S. badawczy krajów socjalistycznych
- 1975-023A - Meteor 21 - 1975-04-01 meteorologiczny, radziecki
- 1975-024A - Kosmos 723 - 1975-04-02
- 1975-025A - Kosmos 724 - 1975-04-07
- 1975-026A - Kosmos 725 - 1975-04-08
- 1975-027A - GEOS 3 - 1975-04-10
- 1975-028A - Kosmos 726 - 1975-04-11
- 1975-029A - Mołnia 3 B (43) - 1975-04-14 S. łącznościowy, radziecki
- 1975-030A - Kosmos 727 - 1975-04-16
- 1975-031A - Kosmos 728 - 1975-04-18
- 1975-032A - ? 1975-04-18 S. wojskowy, USA
- 1975-033A - Aryabhata-1 - 1975-04-19 - 1. indyjski badawczy
- 1975-034A - Kosmos 729 - 1975-04-22
- 1975-035A - Kosmos 730 - 1975-04-24
- 1975-036A - Mołnia 1 AE (44) - 1975-04-29 S.łącznościowy, radziecki
- 1975-037A - Explorer 52 (SAS 3) - 1975-05-07 astronomiczny USA
- 1975-038A - Anik A3 (Telesat 3) - 1975-05-07 s. telekomunikacyjny, komercyjny, kanadyjski
- 1975-039A - Pollux (D5B) - 1975-05-17 S. techniczny francuski

1975-039B - Castor (D5A) S. techniczny francuski
- 1975-040A - DSCS-2 (F-5) - 1975-05-20 S. łącznościowy USA

1975-040B - DSCS-2 (F-6)
- 1975-041A - Kosmos 731 - 1975-05-21
- 1975-042A  -Intelsat 4 (F-1) - 1975-05-22 S. łącznościowy USA
- 1975-043A - DMSP - 1975-05-24 meteorologiczny,wojskowy USA
- 1975-044A - Sojuz 18 -1975-05-24 załoga: Piotr Klimuk, Witalij Siewastjanow, połączenie z Salutem 4
- 1975-045A/H - Kosmos 732/739 - 1975-05-28
- 1975-046A - Kosmos 740 - 1975-05-28
- 1975-47A - Kosmos 741 - 1975-05-30
- 1975-048A - Kosmos 742 - 1975-06-03
- 1975-049A - Mołnia 1AF (45) -1975-06-05 S. łącznościowy, radziecki

1975-049B - SRET 2 (MAS 2) - S. techniczny francuski
- 1975-050A - Wenera 9 - 1975-06-08 próbnik Wenus, lądowanie 1975-10-22
- 1975-051A - ? - 1975-06-08 s. wojskowy, USA

1975-051C - SSU-1 s. wojskowy, USA
- 1975-052A - Nimbus 6 - 1975-06-12 s. meteorologiczny, USA
- 1975-053A - Kosmos 743 - 1975-06-12
- 1975-054A - Wenera 10 - 1975-06-14 próbnik Wenus, lądowanie - 1975-10-25
- 1975-055A - BMEWS - 1975-06-18 - s. wojskowy, USA
- 1975-056A - Kosmos 744 - 1975-06-20
- 1975-057A - OSO 8 - 1975-06-21 s. astronomiczny, USA
- 1975-058A - Kosmos 745 - 1975-06-24
- 1975-059A - Kosmos 746 - 1975-06-25
- 1975-060A - Kosmos 747 - 1975-06-27
- 1975-061A - Kosmos 748 - 1975-07-03
- 1975-062A - Kosmos 749 - 1975-07-04
- 1975-063A - Mołnia 2N (46) 1975-07-08 S. łącznościowy
- 1975-064A - Meteor 2-01 - 1975-07 112 s. meteorologiczny
- 1975-065A - Sojuz 19 (ASTP) - 1975-07-15 wspólny lot Sojuz-Apollo
- 1975-066A - Apollo 18 (ASTP) - 1975-07-15 wspólny lot Sojuz-Apollo
- 1975-067A - Kosmos 750 - 1975-07-17
- 1975-068A - Kosmos 751 - 1975-07-23
- 1975-069A - Kosmos752 -1975-07-24
- 1975-070A - Chiny 3 - 1975-07-26 s. badawczy chiński
- 1975-071A - Kosmos 753 - 1975-07-31
- 1975-072A - COS-B - 1975-08-09 s. astronomiczny zachodnioeuropejski
- 1975-073A - Kosmos 754 - 1975-08-13
- 1975-074A - Kosmos 755 - 1975-08-14
- 1975-075A - Viking 1 - 1975-08-20 próbnik Marsa, lądowanie na Marsie
- 1975-076A - Kosmos 756 - 1975-08-22
- 1975-077A - Symphonie 2 - 1975-08-27 s. łącznościowy zachodnioeuropejski
- 1975-078A - Kosmos 757 - 1975-8-27
- 1975-079A - Mołnia 1AG (47) - 1975-09-02 s. łącznościowy
- 1975-080A - Kosmos 758 - 1975-09-05
- 1975-081A - Mołnia 2P (48) - 1975-09-09 s. łącznościowy
- 1975-082A - Kiku (E TS 1) - 1975-09-09 s. techniczny japoński
- 1975-083A - Viking 2 - 1975-09-09 próbnik Marsa, lądowanie ma Marsie
- 1975-084A - Kosmos 759 - 1975-09-12
- 1975-085A - Kosmos 760 - 1975-09-16
- 1975-086A/H - Kosmos 761/768 - 1975-09-17
- 1975-087A - Meteor 22 - 1975-09-18 s. meteorologiczny
- 1975-088A - Kosmos 769 - 1975-09-23
- 1975-089A - Kosmos 770 - 1975-09-24
- 1975-090A - Kosmos 771 - 1975-9-25
- 1975-091A - Intelsat 4A (F-1) - 1975-09-26 s. łącznościowy, USA
- 1975-092A - Aurora D2-B - 1975-09-27 s. badawczy francuski
- 1975-093A - Kosmos 772 - 1975-09-29
- 1975-094A - Kosmos 773 - 1975-0930
- 1975-095A - Kosmos 774 - 1975-10-01
- 1975-096A - Explorer 54 - 1975-10-06 s. badawczy, USA
- 1975-097A - Kosmos 775 - 1975-10-08 s. telekomunikacyjny, doświadczalny
- 1975-098A - ? - 1975-10-09 s. wojskowy, USA
- 1975-099A - Triad 2 (TIP-2) - 1975-10-16 s. meteorologiczny, wojskowy, USA
- 1975-100A - GEOS 1 (SMS 3) - -1975-10-16 s. meteorologiczny, geostacjonarny, operacyjny, USA
- 1975-101A - Kosmos 776 - 1975-10-17
- 1975-102A - Kosmos 777 - 1975-10-29
- 1975-103A - Kosmos 778 - 1975-11-04
- 1975-104A - Kosmos 779 - 1975-11-04
- 1975-105A - Mołnia 3C - 1975-11-14 s. łącznościowy
- 1975-106A - Sojuz 20 - 1975-11-17 prototyp obiektu transportowego
- 1975-107A - Explorer 55 - 1975-11-20 s. badawczy
- 1975-108A - Kosmos 780 - 1975-11-21
- 1975-109A - Kosmos 781 - 1975-11-21
- 1975-110A - Kosmos 872 - 1975-11-25 s. biologiczny, międzynarodowy (ZSRR, USA, Francja, CSRS, Węgry, Rumunia, Polska)
- 1975-111A - China 4 - 1975-11-28 4. chiński, 2.12.1975 odzyskano pojemnik z satelity
- 1975-112A - Kosmos 783 - 1975-11-28
- 1975-113A - Kosmos 784 - 1975-12-03
- 1975-114A - Big Bird 11 -1975-12-04 s. wojskowy, USA

1975-114B - ? s. wojskowy, USA
- 1975-115A - Interkosmos 14 - 1975-12-11 s. badawczy, krajów socjalistycznych
- 1975-116A - Kosmos 785 - 1975-12-12
- 1975-117A - Satcom 1 - 1975-12-12 s. łącznościowy, krajowy, USA
- 1975-118A - IMEWS (BMWES 2-5)- 1975-12-14 s. wojskowy, USA
- 1975-119A - Chiny 5 - 1975-12-16 s. 5. chiński
- 1975-120A - Kosmos 786 - 1975-12-16
- 1975-121A - Mołnia 2Q (50) - 1975-12-17 s. łącznościowy
- 1975-122A - Prognoz 4 - 1975-12-22  s. badawczy
- 1975-123A - Raduga 1 - 1975-12-22 s. łącznościowy, geostacjonarny
- 1975-124A - Meteor 23 - 1975-12-25 s. meteorologiczny
- 1975-125A - Mołnia 3D (51) - 1975-12-27 s. łącznościowy

## 1976
- 1976-001A - Kosmos 787 - 1976-01-06
- 1976-002A - Kosmos 788 - 1976-01-07
- 1976-003A - Helios 2 - 1976-01-15 próbnik międzyplanetarny, RFN
- 1976-004A - CTS Hermes - 1976-01-17 łącznościowy, techniczny, kanadyjski
- 1976-005A - Kosmos 789 - 1976-01-20
- 1976-006A - Mołnia 1AH (52) - -1976-01-22 łącznościowy
- 1976-007A - Kosmos 790 - 1976-01-23
- 1976-008A/H - Kosmos 791/798 -1976-01-28
- 1976-009A - Kosmos 799 -1976-01-29
- 1976-010A - Intelsat 4A (F-2) - 1976-01-30 łącznościowy, USA
- 1976-011A - Kosmos 800 - 1976-02-03
- 1976-012A - Kosmos 801 - 1976-02-05
- 1976-013A - Kosmos 802 - 1976-02-11
- 1976-014A - Kosmos 803 - 1976-02-12
- 1976-015A - Kosmos 804 - 1976-02-16
- 1976-016A - ? - 1976-02-19 s. wojskowy, USA
- 1976-017A - Marisat 1 - 1976-02-19 s. łącznościowy, dla marynarki wojennej i handlowej, USA
- 1976-018A - Kosmos 805 - 1976-02-20
- 1976-019A - ISS 1 (Ume) - 1976-02-29 s. jonosferyczny, japoński
- 1976-020A - Kosmos 806 - 1976-03-10
- 1976-021A - Mołnia 1 AJ(53) - 1976-03-11 s. łącznościowy
- 1976-022A - Kosmos 807 - 1976-03-12
- 1976-023A - LES 8 - 1976-03-15 s. wojskowy, łącznościowy

1976-023B - LES 9 - s. techniczny
1976-023C - Solrad 11A s. wojskowy
1976-023D - Solrad 11B s. wojskowy
- 1976-024A - Kosmos 808 - 1976-03-16
- 1976-025A - Kosmos 809 - 1976-03-18
- 1976-026A - Mołnia 1AK (54) - 1976-03-19 s. łącznościowy
- 1976-027A - ? - 1976-03-22 s. wojskowy, USA
- 1976-028A - Kosmos 810 - 1976-03-26
- 1976-029A - Satcom 2 - 1976-03-26 s. łącznościowy, USA
- 1976-030A - Kosmos 811 -1976-03-31
- 1976-031A - Kosmos 812 - 1976-04-06
- 1976-032A - Meteor 24 - 1976-04-07 s. meteorologiczny
- 1976-033A - Kosmos 813 - 1976-04-09
- 1976-034A - Kosmos 814 - 1976-04-13
- 1976-035A - NATO 3A - 1976-04-22 s. łącznościowy, wojskowy, NATO
- 1976-036A - Kosmos 815 - 1976-04-28
- 1976-037A - Kosmos 816 - 1976-04-28
- 1976-038A - NOOS 1 - 1976-04-30 s. wojskowy, USA

1976-038C - SSU 1 s. wojskowy, USA
1976-038D - SSU 2 s. wojskowy, USA
1976-038E - ? s. wojskowy, USA
1976-038J - SSU 3 s. wojskowy, USA
- 1976-039A - LAGEOS - 1976-05-04 s. geodezyjny, USA
- 1976-040A - Kosmos 817 - 1976-05-05
- 1976-041A - Mołnia 3E (55) - 1976-05-12 s. łącznościowy
- 1976-042A - Comstar 1A - 1976-05-13 s. łącznościowy, USA
- 1976-043A - Meteor 25 - 1976-05-15
- 1976-044A - Kosmos 818 - 1976-05-18
- 1976-045A - Kosmos 819 - 1976-05-20
- 1976-046A - Kosmos 820 - 1976-05-21
- 1976-047A - P76-5 - 1976-05-22 s. wojskowy, nawigacyjny, USA
- 1976-048A - Kosmos 821 - 1976-05-26
- 1976-049A - Kosmos 822 - 1976-05-28
- 1976-050A - ? s. wojskowy, USA
- 1976-051A - Kosmos 823 - 1976-06-03
- 1976-052A - Kosmos 824 - 1976-06-08
- 1976-053A - Marisat 2 - 1976-06-10 s. łącznościowy marynarki USA
- 1976-054A/H - Kosmos 825/832 - 1976-06-15
- 1976-055A - Kosmos 833 - 1976-06-16
- 1976-056A - Interkosmos 15 - 1976-06-19 s. badawczy krajów socjalistycznych
- 1976-057A - Salut 5 - 1976-06-22 radziecka stacja kosmiczna
- 1976-058A - Kosmos 834 - 1976-06-24
- 1976-059A - DSP-1 (BMEWS)- 1976-06-26 s. wojskowy, USA
- 1976-060A - Kosmos 835 - 1976-06-29
- 1976-061A - Kosmos 836 - 1976-06-29
- 1976-062A - Kosmos 837 - 1976-07-01
- 1976-063A - Kosmos 838 - 1976-07-02
- 1976-064A - Sojuz 21 - 1976-07-06
- 1976-065A - ? - 1976-07-08 s. wojskowy, USA

1976-065B - SESP 74-2 s. wojskowy, USA
1976-065C - ? s. wojskowy
- 1976-066A - Palapa 1 - 1976-07-8 s. łącznościowy indonezyjski
- 1976-067A - Kosmos 839 - 1976-07-09
- 1976-068A - Kosmos 840 - 1976-07-14
- 1976-069A - Kosmos 841 - 1976-07-15
- 1976-070A - Kosmos 842 - 1976-07-21
- 1976-071A - Kosmos 843 - 1976-07-21
- 1976-072A - Kosmos 844 - 1976-07-22
- 1976-073A - Comstar 1B - 1976-07-23 s. łącznościowy, USA
- 1976-074A - Mołnia 1AL (56) - 1976-07-23 s. łącznościowy
- 1976-075A - Kosmos 845 - 1976-07-27
- 1976-076A - Interkosmos 16 - 1976-07-27 s. badawczy krajów socjalistycznych
- 1976-077A - NOAA 5 - 1976-07-29 s. meteorologiczny, USA
- 1976-078A - Kosmos 846 - 1976-07-29
- 1976-079A - Kosmos 847 - 1976-08-04
- 1976-080A - SDS-2 - 1976-08-06
- 1976-081A - Łuna 24 - 1976-08-09
- 1976-082A - Kosmos 848 - 1976-08-12
- 1976-083A - Kosmos 849 - 1976-08-18
- 1976-084A - Kosmos 850 - 1976-08-26
- 1976-085A - Kosmos 851 - 1976-08-27
- 1976-086A - Kosmos 852 - 1976-08-28
- 1976-087A - Chiny 6 - 1976-08-30 s. chiński
- 1976-088A - Kosmos 853 - 1976-09-01
- 1976-089A - TIP 3 - 1976-09-01 s. wojskowy, meteorologiczny, USA
- 1976-090A - Kosmos 854 - 1976-09-03
- 1976-091A - AMS 1 - 1976-09-11 s. wojskowy, meteorologiczny, USA
- 1976-092A - Raduga 2 - 1976-09-11 s. łącznościowy
- 1976-093A - Sojuz 22 - 1976-09-15
- 1976-094A - ? - 1976-09-15 s. wojskowy, USA
- 1976-095A - Kosmos 855 - 1976-09-21
- 1976-096A - Kosmos 856 - 1976-09-21
- 1976-097A - Kosmos 857 - 1976-09-24
- 1976-098A - Kosmos 858 - 1976-09-29
- 1976-099A - Kosmos 859 - 1976-10-10
- 1976-100A - Sojuz 23 - 1976-10-14
- 1976-101A - Marisat 3 - 1976-10-14 s. łącznościowy marynarki USA
- 1976-102A - Meteor 26 - 1976-10-15 s. meteorologiczny
- 1976-103A - Kosmos 860 - 1976-10-17
- 1976-104A - Kosmos 861 - 1976-10-21
- 1976-105A - Kosmos 862 - 1976-10-22
- 1976-106A - Kosmos 863 - 1976-10-25
- 1976-107A - Stasionar 1C (Ekran)- 1976-10-26 s. łącznościowy
- 1976-108A - Kosmos 864 - 1976-10-29
- 1976-109A - Kosmos 865 - 1976-11-01
- 1976-110A - Kosmos 866 - 1976-11-11
- 1976-111A - Kosmos 867 - 1976-11-23
- 1976-112A - Prognoz 5 - 1976-11-25 s. do obserwacji Słońca
- 1976-113A - Kosmos 868 - 1976-11-26
- 1976-114A - Kosmos 869 - 1976-11-29
- 1976-115A - Kosmos 870 - 1976-12-02
- 1976-116A - Mołnia 2R (59) - 1976-12-02
- 1976-117A - Chiny 7 - 1976-12-07
- 1976-118A/H - Kosmos 871/878 - 1976-12-07
- 1976-119A - Kosmos 879 - 1976-12-09
- 1976-120A - Kosmos 880 - 1976-12-09
- 1976-121A - Kosmos 881 - 1976-12-15

1976-121B - Kosmos 882
- 1976-122A - Kosmos 883 - 1976-12-15
- 1976-123A - Kosmos 884 - 1976-12-17
- 1976-124A - Kosmos 885 - 1976-12-17
- 1976-125A - ? - 1976-12-19 s. wojskowy, USA
- 1976-126A - Kosmos 886 - 1976-12-27
- 1976-127A - Mołnia 3F (60) - 1976-12-28 s. łącznościowy
- 1976-128A - Kosmos 887 - 1976-12-28

## 1977
- 1977-001A - Kosmos 888 - 1977-01-06
- 1977-002A - Meteor 2-02 - 1977-01-06 s. meteorologiczny
- 1977-003A - Kosmos 889 - 1977-01-20
- 1977-004A - Kosmos 890 - 1977-01-20
- 1977-005A - NATO 3B - 1977-01-28 s. wojskowy, łącznościowy, USA
- 1977-006A - Kosmos 891 - 1977-02-02
- 1977-007A - ? - 1977-02-06 s. wojskowy, USA
- 1977-008A - Sojuz 24 - 1977-02-07
- 1977-009A - Kosmos 892 - 1977-02-09
- 1977-010A - Mołnia 2S (61) - 1977-02-11 s. łącznościowy
- 1977-011A - Kosmos 893 - 1977-02-15
- 1977-012A - Tansei 3 - 1977-02-19 s. łącznościowy, technologiczny, japoński
- 1977-013A - Kosmos 894 -1977-02-21
- 1977-014A - Kiku 2 (ETS 2) - 1977-02-23 s. łącznościowy, technologiczny, japoński
- 1977-015A - Kosmos 895 - 1977-02-26
- 1977-016A - Kosmos 896 - 1977-03-03
- 1977-017A - Kosmos 897 - 1977-03-10
- 1977-018A - Palapa 2 - 1977-3-10 s. łącznościowy, indonezyjski
- 1977-019A - ? - 1977-03-13 s. wojskowy, USA
- 1977-020A - Kosmos 898 - 1977-03-17
- 1977-021A - Mołnia 1AM (62) - 1977-03-24
- 1977-022A - Kosmos 899 - 1977-03-25
- 1977-023A - Kosmos 900 - 1977-03-30 s. badawczy jonosfery i magnetosfery biegunowej (CSRS, NRD, ZSRR)
- 1977-024A - Meteor 1-27 - 1977-04-05 s. meteorologiczny
- 1977-025A - Kosmos 901 - 1977-04-05
- 1977-026A - Kosmos 902 - 1977-04-07
- 1977-027A - Kosmos 903 - 1977-04-11
- 1977-028A - Kosmos 904 - 1977-04-20
- 1977-029A - GEOS-1 - 1977-04-20 s. magnetosferyczny ESA
- 1977-030A - Kosmos 905 - 1977-04-26
- 1977-031A - Kosmos 906 - 1977-04-27
- 1977-032A - Mołnia 3G (63) - 1977-04-28 s. łącznościowy
- 1977-033A - Kosmos 907 - 1977-05-05
- 1977-034A - DSCS 7 - 1977-05-12 s. wojskowy, łącznościowy, USA
- 1977-035A - Kosmos 908 - 1977-05-17
- 1977-036A - Kosmos 909 - 1977-05-19
- 1977-037A - Kosmos 910 - 1977-05-23
- 1977-038A - ? -1977-05-23 s. wojskowy, USA
- 1977-039A - Kosmos 911 - 1977-05-25
- 1977-040A - Kosmos 912 - 1977-05-26
- 1977-041A - Intelsat 4A (F-4) - 1977-05-26 s. łącznościowy, USA
- 1977-042A - Kosmos 913 - 1977-05-30
- 1977-043A - Kosmos 914 - 1977-05-31
- 1977-044A - AMS 2 - 1977-06-05 s. wojskowy, meteorologiczny, USA
- 1977-045A - Kosmos 915 - 1977-06-08
- 1977-046A - Kosmos 916 - 1977-06-10
- 1977-047A - Kosmos 917 - 1977-06-16
- 1977-048A - GOES 2 - 1977-06-16 s. meteorologiczny, USA
- 1977-049A - Signe 3 - 1977-06-17 s. astronomiczny francuski, wysłany rakietą radziecką
- 1977-050A - Komos 918 - 1977-06-17
- 1977-051A - Kosmos 919 - 1977-06-18
- 1977-052A - Kosmos 920 - 1977-06-22
- 1977-053A - NTS 2 - 1977-06-23 s. wojskowy, nawigacyjny, USA
- 1977-054A - Mołnia 1AN (64) - 1977-06-24 s. łącznościowy
- 1977-055A - Kosmos 921 - 1977-06-24
- 1977-056A - Big Bird - 1977-06-27 s. wojskowy, USA
- 1977-057A - Meteor 1-28 - 1977-06-29 s. meteorologiczny
- 1977-058A - Kosmos 922 - 1977-06-30
- 1977-059A - Kosmos 923 - 1977-07-01
- 1977-060A - Kosmos 924 - 1977-07-04
- 1977-061A - Kosmos 925 - 1977-07 07
- 1977-062A - Kosmos 926 - 1977-07-08
- 1977-063A - Kosmos 927 - 1977-07-12
- 1977-064A - Kosmos 928 - 1977-07-13
- 1977-065A - Himawari GMS - 1977-07-14 s. meteorologiczny, geostacjonarny, japoński
- 1977-066A - Kosmos 929 - 1977-07-17
- 1977-067A - Kosmos 930 - 1977-07-19
- 1977-068A - Kosmos 931 - 1977-07-20
- 1977-069A - Kosmos 932 - 1977-07-20
- 1977-070A - Kosmos 933 - 1977-07-20
- 1977-071A - Raduga 3 (Stasjonar 2) - 1977-07-24 s. geostacjonarny, łącznościowy
- 1977-072A - Kosmos 934 - 1977-07-27
- 1977-073A - Kosmos 935 - 1977-07-29
- 1977-074A - Kosmos 936 - 1977-08-03 s. biologiczny programu Interkosmos, powrót na Ziemię 1977-08-22
- 1977-075A - HEAO 1 - 1977-08-12 s. astronomiczny
- 1977-076A - Voyager 2 -1977-08-20 próbnik planet olbrzymów
- 1977-077A - Kosmos 937 - 1977-8-24
- 1977-078A - Kosmos 938 - 1977-08-24
- 1977-079A/H - Kosmos 939/946 - 1977-08-24
- 1977-080A - Sirio 1 - 1977-08-25 s. łącznościowy, włoski
- 1977-081A - Kosmos 947 -1977-08-27
- 1977-082a - Mołnia 1AO (66) - 1977-08-30 s. łącznościowy
- 1977-083A - Kosmos 948 - 1977-09-02
- 1977-084A - Voyager 1 - 1977-09-05 próbnik planet-olbrzymów
- 1977-085A - Kosmos 949 - 1977-09-06
- 1977-086A - Kosmos 950 - 1977-09-13
- 1977-087A - Kosmos 951 - 1977-09-13
- 1977-088A - Kosmos 952 - 1977-09-16
- 1977-089A - Kosmos 953 - 1977-09-16
- 1977-090A - Kosmos 954 - 1977-09-18
- 1977-091A - Kosmos 955 - 1977-09-20
- 1977-092A - Ekran 2 - 1977-09-20 s. łącznościowy, geostacjonarny
- 1977-093A - Prognoz 6 - 1977-09-22 s. badawczy (wpływ aktywności słonecznej na otoczenie Ziemi)
- 1977-094A - ? - 1977-09-23 s. wojskowy, USA
- 1977-095A - Kosmos 956 - 1977-09-24
- 1977-096A - Interkosmos 17 - 1977-09-24 s. badawczy
- 1977-097A - Salut 6 - 1977-09-29
- 1977-098A - Kosmos 957 - 1977-09-30
- 1977-099A - Sojuz 25 - 1977-10-09
- 1977-100A - Kosmos 958 - 1977-10-11
- 1977-101A - Kosmos 959 - 1977-10-21
- 1977-102A - ISEE 1 - 1977-10-22 s. magnetosferyczny, USA

1977-102B - ISEE 2 s. magnetosferyczny, zach.-europejski
- 1977-103A - Kosmos 960 - 1977-10-25
- 1977-104A - Kosmos 961 - 1977-1026
- 1977-105A - Mołnia 3H (67) - 1977-10-28 s. łącznościowy
- 1977-106A - Transar - 1977-10-28 s. wojskowy, USA
- 1977-107A - Kosmos 962 - 1977-10-28
- 1977-108A - Meteosat 1 - 1977-11-23 s. meteorologiczny, geostacjonarny, zach.-europ.
- 1977-109A - Kosmos 963 - 1977-11-23
- 1977-110A - Kosmos 964 - 1977-12-04
- 1977-111A - Kosmos 965 - 1977-12-08
- 1977-112A - NOSS 2 - 1977-12-08 s. wojskowy, USA
- 1977-113A - Sojuz 26 - 1977-12-10
- 1977-114A - ? - 1977-12-11 s. wojskowy
- 1977-115A - Kosmos 966 - 1977-12-12
- 1977-116A - Kosmos 967 - 1977-12-13
- 1977=117A - Meteor 2-03 - 1977-12-14 s. meteorologiczny
- 1977-118A - Sakura=SC1 - 1977-12-15 s. łącznościowy, doświadczalny, geostacjonarny, japoński
- 1977-119A - Kosmos 968 - 1977-12-16
- 1977-120A - Kosmos 969 - 1977-12-20
- 1977-121A - Kosmos 970 - 1977-12 21
- 1977-122A - Kosmos 971 - 1977-12-23
- 1977-123A - Kosmos 972 - 1977-12-27
- 1977-124A - Kosmos 973 - 1977-12-27

## 1978
- 1978-001A - Kosmos 974 - 1978-01-06
- 1978-002A - Intelsat 4A - 1978-01-07 s. łącznościowy, geostacjonarny, USA
- 1978-003A - Sojuz 27 - 1978-01-10
- 1978-004A - Kosmos 975 - 1978-01-10
- 1978-005A/H - Kosmos 976/983 - 1978-01-10
- 1978-006A - Kosmos 984 - 1978-01-13
- 1978-007A - Kosmos 985 - 1978-01-17
- 1978-008A - Progress 1 - 1978-01-20
- 1978-009A - Mołnia 3J (68) -1978-01-24 s. łącznościowy
- 1978-010A - Kosmos 986 - 1978-01-24
- 1978-011A - Chiny 8 - 1978-01-25 :8 satelita chiński; około 31.01.1978 odzyskano pojemnik o masie ocenianej na około 2400 kg
- 1978-012A - IUE - 1978-01-26 s. badawczy astronomiczny
- 1978-013A - Kosmos 987 - 1978-01-31
- 1978-014A - Exos A (Kyokko) - 1978-02-04 s. badawczy japoński, (zorza polarna)
- 1978-015A - Kosmos 988 - 1978-02-08
- 1978-016A - Fleetsatcom 1 - 1978-02-09 s. łącznościowy amerykańskiej marynarki wojennej
- 1978-017A - Kosmos 989 - 1978-02-14
- 1978-018A - ISS 2 (UME 2) -1978-02-16 s. jonosferyczny, japoński
- 1978-019A - Kosmos 990 - 1978-02-17
- 1978-020A - NDS 1 - 1978-02-22 s. wojskowy, nawigacyjny, USA
- 1978-021A - ? - 1978-02-25 s. wojskowy, USA
- 1978-022A - Kosmos 991 - 1978-02-28
- 1978-023A - Sojuz 28 - 1978-03-02
- 1978-024A - Mołnia 1AQ (69) - 1978-03-02
- 1978-025A - Kosmos 992 - 1978-03-04
- 1978-026A - Landsat 3 - 1978-03-05 s. teledetekcyjny, USA

1978-026B - Oscar 8 s. radioamatorski, USA
- 1978-027A - Kosmos 993 - 1978-03-10
- 1979-028A - Kosmos 994 - 1978-03-15
- 1978-029A - Big Bird - 1978-03-16 s. zwiadowczy, USA

1978-029B - ? - s. wojskowy, USA
- 1978-030A - Kosmos 995 - 1978-03-17
- 1978-031A - Kosmos 996 - 1978-03-28
- 1978-032A - Kosmos 997 - 1978-03-30

1978-032B - Kosmos 998
- 1978-033A - Kosmos 999 - 1978-03-30
- 1978-034A - Kosmos 1000 - 1978-03-31
- 1978-035A - Intelsat 4F (F6) - 1978-03-31 s. łącznościowy
- 1978-036A - Kosmos 1001 - 1978-04-04
- 1978-037A - Kosmos 1002 - 1978-04-06
- 1978-038A - ? - 1978-04-08 s. wojskowy, USA
- 1978-039A - BSE 1=Yuri - 1978-04-07 s. łącznościowy, geostacjonarny, japoński
- 1978-040A - Kosmos 1003 - 1978-04-20
- 1978-041A - HCMM=AEMI - 1978-04-26 s. badawczy do sporządzania map cieplnych atmosfery, USA
- 1978-042A - AMS 3 - 1978-05-01 s. meteorologiczny, wojskowy, USA
- 1978-043A - Kosmos 1004 -1978-05-05
- 1978-044A - OTS 2 - 1978-05-11 s. łącznościowy, zachodnioeuropejski
- 1978-045A - Kosmos 1005 -1978-05-12
- 1978-046A - Kosmos 1006 - 1978-05-12
- 1978-047A - NDS 2 - 1978-05-13 s. wojskowy, nawigacyjny, USA
- 1978-048A - Kosmos 1007 - 1978-05-16
- 1978-049A - Kosmos 1008 - 1978-05-17
- 1978-050A - Kosmos 1009 - 1978-05-19
- 1978-051A - Pioneer Venus 1 - 1978-05-20 próbnik Wenus
- 1978-052A - Kosmos 1010 - 1978-05-23
- 1978-053A - Kosmos 1011 - 1978-05-23
- 1978-054A - Kosmos 1012 - 1978-05-25
- 1978-055A - Mołnia 1AR (70) - 1978-06-02 s. łącznościowy
- 1978-056A/H - Kosmos 1013/1020 - 1978-06-08
- 1978-057A - Kosmos 1021 - 1978-06-10
- 1978-058A - ? - 1978-06-10 s. wojskowy
- 1978-059A - Kosmos 1022 - 1978-06-12
- 1978-060A - ? - 1978-06-14 s. wojskowy
- 1978-061A - Sojuz 29 - 1978-06-15
- 1978-062A - GEOS 3 - 1978-06-16 s. meteorologiczny, geostacjonarny, USA
- 1978-063A - Kosmos 1023 - 1978-06-21
- 1978-064A - Seasat 1 - 1978-06-27 s. oceanograficzny, USA
- 1978-065A - Sojuz 30 - 1978-06-27
- 1978-066A - Kosmos 1024 - 1978-06-28
- 1978-067A - Kosmos 1025 - 1978-06-28
- 1978-068A - Comstar 16 - 1978-06-29 s. łącznościowy, krajowy, USA
- 1978-069A - Kosmos 1026 - 1978-07-02
- 1978-070A - Progress 2 - 1978-07-07
- 1978-071A - GEOS 2 - 1978-07-14 s. geofizyczny, geostacjonarny, zachodnioniemiecki
- 1978-072A - Mołnia 1AS (71) - 1978-07-14 s. łącznościowy
- 1978-073A - Raduga 4 (Stasjonar 2) -1978-07-18 s. łącznościowy, geostacjonarny
- 1978-074A -
- 1978-075A -
- 1978-076A -
- 1978-077A -
- 1978-078A -
- 1978-079A - ISEE 3 - 1978-08-12 s. badawczy (International Sun Earth Explorer)
- 1978-080A - Mołnia 1AT (72) - 1978-08-22 s. łącznościowy
- 1978-081A - Sojuz 31 - 1978-08-26
- 1978-082A - Kosmos 1029 - 1978-08-29
- 1978-083A - Kosmos 1030 - 1978-09-06
- 1978-084A - Wenera 11 - 1978-09-09 próbnik Wenus
- 1978-085A - Kosmos 1031 - 1978-09-09
- 1978-086A - Wenera 12 - 1978-09-14 próbnik Wenus
- 1978-087A - EXOS B (Jikiken) -1978-09-16 s. badawczy, japoński
- 1978-088A - Kosmos 1032 - 1978-09-19
- 1978-089A - Kosmos 1033 - 1978-10-03
- 1978-090A - Progres 4 - 1978-10-03 połączenie z Salutem 6
- 1978-091A/H - Kosmos 1034/1041 - 1978-10-04
- 1978-092A - Kosmos 1042 - 1978-10-06
- 1978-093A - GPS 3 - 1978-10-07 s. nawigacyjny,
- 1978-094A - Kosmos 1043 - 1978-10-10
- 1978-095A - Mołnia 3K (73) - 1978-10-13
- 1978-096A - Tiros N - 1978-10-13 s. meteorologiczny, przekaz danych w czasie rzeczywistym
- 1978-097A - Kosmos 1044 -1978-10-17
- 1978-098A - Nimbus 7 - 1978-10-24 s. do badań środowiska atmosferycznego, USA
- 1978-099A - Interkosmos 18 -1978-10-24 s. badawczy (magnetosfera)

1978-099B - Magnion s. do badań jonosfery, pierwszy czechosłowacki- oddzielenie od Interkosmosu 18 14.11.1978
- 1978-100A - Kosmos 1045 - 1978-10-26

1978-100B - Radio I s. radioamatorski, radziecki
1978-100C - Radio II s. radioamatorski, radziecki
- 1978-101A - Prognoz 7 - 1978-10-30 s. badawczy, radziecki z udziałem Węgier, CSRS, Francji i Szwecji
- 1978-102A - Kosmos 1046 - 1978-11-01
- 1978-103A - HEAO 2 -1978-11-13 s. astronomiczny, USA
- 1978-104A - Kosmos 1047 - 1978-11-15
- 1978-105A - Kosmos 1048 - 1089-11-16
- 1978-106A - NATO IIIC - 1089-11-19 s. wojskowy, łącznościowy NATO
- 1978-107A - Kosmos 1049 - 1978-11-21
- 1978-108A - Kosmos 1050 - 1978-11-28
- 1978-109A/H - Kosmos 1051/1058 - 1978-12-05
- 1978-110A - Kosmos 1059 - 1978-12-07
- 1978-111A - Kosmos 1060 -1978-12-08
- 1978-112A - GPS 4 - 1978-12-11 s. nawigacyjny
- 1978-113A - DSCS II (11) - 1978-12-14 s. wojskowy, łącznościowy, USA

1978-113B - DSCS II (12) s. wojskowy, łącznościowy, USA
- 1978-114A - Kosmos 1061 - 1978-12-14
- 1978-115A - Kosmos 1062 - 1978-12-15
- 1978-116A - Telesat 4 - 1978-12-16 s. łącznościowy, kanadyjski
- 1978-117A - Kosmos 1063 - 1978-12-19
- 1978-118A - Gorizont - 1978-12-19 s. łącznościowy

## 1979
- 1979-001A - Kosmos 1070 - 1979-01-11
- 1979-002A - Kosmos 1071 - 1979-01-13
- 1979-003A - Kosmos 1072 - 1979-01-16
- 1979-004A - Mołnia 3 (74) - 1979-01-18 s. łącznościowy
- 1979-005A - Meteor 1-29 - 1979-01-25 s. meteorologiczny, aparatura teledetekcyjna NRD
- 1979-006A - Kosmos 1073 - 1979-01-30
- 1979-007A - SCATHA - 1979-01-30 s. badawczy
- 1979-008A - Kosmos 1074 - 1979-01-31
- 1979-009A - ECS 1 (Ayame) - 1979-02-06 s. techniczny, łącznościowy, japoński
- 1979-010A - Kosmos 1075 - 1979-02-08
- 1979-011A - Kosmos 1076 - 1979-02-12 s. oceanograficzny
- 1979-012A - Kosmos 1077 - 1979-02-13
- 1979-013A - SAGE 1 - 1979-02-18 s. badawczy
- 1979-014A - CORSA-Hakucho - 1979-02-21 s. astronomiczny, japoński
- 1979-015A - Ekran 3 (Stasjonar T) -1979-02-21 s. łącznościowy, geostacjonarny
- 1979-016A - Kosmos 1078 - 1979-02-22
- 1979-017A - Solwind -1979-02-24 s. jonosferyczny, i magnetosferyczny
- 1979-018A - Sojuz 32 - 1979-02-25
- 1979-019A - Kosmos 1079 - 1979-02-27
- 1979-020A - Interkosmos 19 - 1979-02-27 s. badawczy KDL
- 1979-021A - Meteor 2-4 - 1979-03-01 s. meteorologiczny
- 1979-022A - Progress 5 - 1979-03-12
- 1979-023A - Kosmos 1080 - 1979-03-14
- 1979-024A/H - Kosmos 1081/1088 - 1979-03-14
- 1979-025A - ? - 1979-03-16 s . wojskowy, USA

1979-025B - ? s. wojskowy, USA
- 1979-026A - Kosmos 1089 - 1979-03-21
- 1979-027A - Kosmos 1090 - 1979-03-31
- 1979-028A - Kosmos 1091 - 1979-04-07
- 1979-029A - Sojuz 33 - 1979-04-10
- 1979-030A - Kosmos 1092 - 1979-04-11
- 1979-031A - Mołnia 1 (75) -1979-04-12 s. łącznościowy
- 1979-032A - Kosmos 1093 - 1979-04-14
- 1979-033A - Kosmos 1094 - 1979-04-18
- 1979-034A - Kosmos 1095 - 1979-04-20
- 1979-035A - Raduga 5 - 1979-04-25 s. łącznościowy, geostacjonarny
- 1979-036A - Kosmos 1096 - 1979-04-25
- 1979-037A - Kosmos 1097 - 1979-04-27
- 1979-038A - Fleetsatcom - 1979-05-04 s. łącznościowy marynarki wojennej USA
- 1979-039A - Progress 6 - 1979-05-13
- 1979-040A - Kosmos 1098 - 1979-05-15
- 1979-041A - Kosmos 1099 - 1979-05-17
- 1979-042A - Kosmos 1100 - 1979-05-22

1979-042B - Kosmos 1101
- 1979-043A - Kosmos 1102 - 1979-05-25
- 1979-044A - ? s. wojskowy, USA - 1979-05-28
- 1979-045A - Kosmos 1103 - 1979-05-31
- 1979-046A - Kosmos 1104 - 1979-05-31
- 1979-047A - Ariel 6 - 1979-06-02 s. badawczy, angielski
- 1979-048A - Mołnia 3-12 - 1979-06-05 s. łącznościowy
- 1979-049A - Sojuz 34 - 1979-06-06 bezzałogowy
- 1979-050A - AMS 4 - 1979-06-06 s. meteorologiczny, wojskowy, USA
- 1979-051A - Bhaskara 1 - 1979-06-07 s. badawczy, indyjski
- 1979-052A - Kosmos 1105 - 1979-06-08
- 1979-053A - ? - 1979-06-10 s. wojskowy, USA
- 1979-054A - Kosmos 1106 - 1979-06-12
- 1979-055A - Kosmos 1107 - 1979-06-15
- 1979-056A - Kosmos 1108 - 1979-06-22
- 1979-057A - NOAA 6 - 1979-06-27 s. meteorologiczny, USA
- 1979-058A - Kosmos 1109 - 1979-06-27
- 1979-059A - Progress 7 - 1979-06-28
- 1979-060A - Kosmos 1110 - 1979-06-28
- 1979-061A - Kosmos 1111 - 1979-06-29
- 1979-062A - Gorizont 2 - 1979-07-06 s.łącznościowy
- 1979-063A - Kosmos 1112 - 1979-07-06
- 1979-064A - Kosmos 1113 - 1979-07-10
- 1979-065A - Kosmos 1114 - 1979-07-11
- 1979-066A - Kosmos 1115 - 1979-07-13
- 1979-067A - Kosmos 1116 - 1979-07-20
- 1979-068A - Kosmos 1117 - 1979-07-25
- 1979-069A - Kosmos 1118 - 1979-07-27
- 1979-070A - Mołnia 1-14 - 1979-07-31
- 1979-071A - Kosmos 1119 - 1979-08-03
- 1979-072A - Westar 3 - 1979-08-10 s. łącznościowy,krajowy, USA
- 1979-073A - Kosmos 1120 - 1979-08-11
- 1979-074A - Kosmos 1121 - 1979-08-14
- 1979-075A - Kosmos 1122 - 1979-08-17
- 1979-076A - Kosmos 1123 - 1979-08-21
- 1979-077A - Kosmos 1124 - 1979-08-28
- 1979-078A - Kosmos 1125 - 1979-08-28
- 1979-079A - Kosmos 1126 - 1979-08-31
- 1979-080A - Kosmos 1127 - 1979-09-05
- 1979-081A - Kosmos 1128 -1979-09-14
- 1979-082A - HEAO 3 -1979-09-25 s. astronomiczny, USA
- 1979-083A - Kosmos 1129 - 1979-09-25
- 1979-084A/H - Kosmos 1130/1137 - 1979-09-28
- 1979-085A - Kosmos 1138 - 1979-09-28
- 1979-086A - ? - 1979-10-01 s. wojskowy, USA
- 1979-O87A - Ekran 4 - 1979-10-03 s. łącznościowy
- 1979-088A - Kosmos 1139 - 1979-10-05
- 1979-089A - Kosmos 1140 - 1979-10-11
- 1979-090A - Kosmos 1141 - 1979-10-16
- 1979-091A - Mołnia 1 - 1979-10-20 s. łącznościowy
- 1979-092A - Kosmos 1142 - 1979-10-22
- 1979-093A - Kosmos 1143 - 1979-10-26
- 1979-094A - Magsat - 1979-10-30 s. do wykonywania mapy pola magnetycznego Ziemi, USA
- 1979-095A - Meteor 2 - 1979-10-31 s. meteorologiczny
- 1979-096A - Interkosmos 20 - 1979-11-01 s. teledetekcyjny KDL
- 1979-097A - Kosmos 1144 - 1979-11-02
- 1979-098A - DSCS II (13) - 1979-11-21 s. łącznościowy, wojskowy, USA

1979-098B - DSCS II (14) s. łącznościowy, wojskowy, USA
- 1979-099A - Kosmos 1145 - 1979-11-27
- 1979-100A - Kosmos 1146 - 1979-12-05
- 1979-101A - Satcom 3 - 1979-12-07 s.łącznościowy, zaginął przy wprowadzaniu na orbitę geostacjonarną, USA
- 1979-102A - Kosmos 1147 - 1979-12-12
- 1979-103A - -Sojuz T-1 -1979-12-16 nowy typ statku załogowego-wysłany bez załogi
- 1979-104A - Cap.Ari.Techno. -1979-12-24 s. doświadczalny krajów Europy zachodniej (ESA), wysłany rakietą Ariane
- 1979-105A - Gorizont 3 (Stasionar 5) -1979-12-28 s. łącznościowy
- 1979-106A - Kosmos 1148 -1978-12-28